# Ichneumon minutorius
Ichneumon minutorius là một loài tò vò trong họ Ichneumonidae.